# Ratolí marsupial de Boullanger Island
El ratolí marsupial de Boullanger Island (Sminthopsis boullangerensis) és una espècie de Sminthopsis endèmica de Boullanger Island (Austràlia Occidental). Antigament se'l considerava una subespècie del ratolí marsupial de ventre gris (S. griseoventer) i fou avaluat com a tal per la Unió Internacional per a la Conservació de la Natura (UICN), que el classifica com en perill crític. La llei EPBC classifica el ratolí marsupial de Boullanger Island com a espècie vulnerable.